# Windhaag bei Freistadt
Windhaag bei Freistadt  – gmina targowa w Austrii, w kraju związkowym Górna Austria, w powiecie Freistadt. Liczy ok. 1,6 tys. mieszkańców.